# 旧小林古径邸
旧小林古径邸（きゅうこばやしこけいてい）は、新潟県上越市本城町の高田城址公園にある民家。建築家の吉田五十八が日本画家の小林古径の依頼により設計したものであり「旧小林古径邸」として国の登録有形文化財に登録されている。敷地内には小林古径記念美術館がある。

## 概要
1920年（大正9年）、小林古径は東京都大田区南馬込（旧東京市大森区馬込町）に農家の建物を改築した画室を設けた。1934年（昭和9年）には、その画室に隣接した地点に木造二階建・数寄屋造りの住宅を新築した。設計は元東京藝術大学教授で建築家の吉田五十八、施工者は京都の宮大工棟梁・岡村仁三である。
その後は大田区が管理し、建築後約60年を経た1993年（平成5年）1月、早稲田大学の調査によって惜しまれながら解体された。上越市は1995年に本邸の解体部材を購入し、解体時に作図された図面に基づいて1998年（平成10年）9月、高田城二の丸跡内に、古径の作品制作の場であった画室をあわせて復元、2001年春に完成した。
施設は本邸と、画室、庭園で構成されている。本邸･画室には古径の作品や資料も展示されている。小林古径の居宅は、現存する数少ない吉田五十八の数寄屋造りの初期建築作品として日本建築史の上でも重要な建築物であり、当時の文化人が好んだ数寄屋住宅例である。また、伝統の技を継承していた当時の宮大工の高い施工技術力を伝える建物である。
2005年（平成17年）7月12日に国の登録有形文化財に登録された。
| 旧所在地 | 東京都大田区南馬込（東京市大森区馬込町）                                    |
| 設計     | 吉田五十八                                                                  |
| 施工     | 棟梁 岡村仁三                                                               |
| 竣工     | 1934年（昭和9年）                                                           |
| 構造     | 木造二階建て                                                                |
| 面積     | 215.00平方メートル （1階床面積150.8平方メートル 2階床面積64.2平方メートル） |

## アクセス
高田城址公園内にあり、同じく園内に立地する上越市立歴史博物館に隣接している。アクセス方法の詳細は高田城址公園#アクセスを参照。